# Войски (длъжност)
Вóйски (на полски: Wojski, от латински: tribunus) е официална длъжност в средновековното Кралство Полша (от XIII век) и във Великото литовско княжество (от XVI век). По време на войни, когато шляхтата (благородничеството) била отправяна на военни кампании, вóйските оставали на място, където следили за порядъка в повятите (областите) и охранявали жените и децата на благородниците.
В Кралство Полша имало градски и земски (провинциални) вóйски, във Великото литовско княжество имало само земски вóйски, които били подчинени на старостта (управителя) на повятовия град (областния град). В Полско-Литовската държава длъжността се смятала за най-ниската от земските длъжности (14-а по ред в Таблицата на ранговете на Короната на Кралство Полша) и била подчинена на кастелана.